# Metriopelia
Genre
Metriopelia est un genre d'oiseaux de la famille des Columbidae.

## Liste d'espèces
Selon la classification de référence du Congrès ornithologique international (version 2.8, 2011) :
- Metriopelia ceciliae – Colombe de Cécile
- Metriopelia morenoi – Colombe de Moreno
- Metriopelia melanoptera – Colombe à ailes noires
- Metriopelia aymara – Colombe aymara